# Bloody Dead & Sexy
I Bloody Dead and Sexy sono un gruppo death rock tedesco attivo dalla fine degli anni novanta. Il sound si rifà ai maestri del genere, Christian Death su tutti.

## Storia dei Bloody Dead & Sexy
I Bloody Dead & Sexy furono formati nel 1997 dai tedeschi Rosa Iahn, Tim Schande, Björn Henningson e Wolfgang Reetz. Nei primi anni di attività la band partecipò a diverse compilazioni, compiendo tour in tutta Europa.
Nel 2000, dopo la pubblicazione del mini album autoprodotto Hey Ho The World Is Over, il chitarrista Wolfgang Reetz perse la vita in un tragico incidente stradale, per essere rimpiazzato, dopo un temporaneo periodo di crisi da d'hAmm.
Il primo album arrivò invece nel 2002, dopo il contratto con l'etichetta specializzata in musica rock gotica Alice In..., per cui realizzarono Paint it Red (ristampato nel 2006 con il 7" Here Comes the Flies come bonus track) e Narcotic Room.

## Discografia

### Album
- 2003 - Paint it Red
- 2005 - Narcotic Room
- 2010 - An Eye on You
- 2011 - Liquid Grey
- 2013 - Bad Ambient

### Singoli ed EP
- 2000 - Hey Ho The World Is Over
- 2002 - Here Comes the Flies

### Greatest Hits
- 2017 - Crucifixion Please! (An Incomplete Guide To Psychedelic Deathrock)